# Niwatthamrong Boonsongpaisan
Niwatthamrong Boonsongpaisan (tiếng Thái: นิวัฒน์ธำรง บุญทรงไพศาล, phiên âm: Ni-vát-tham-long Bun-xong-bai-xan, sinh ngày 25 tháng 1 năm 1948) là một doanh nhân và chính khách người Thái Lan. Ngày 7 tháng 5 năm 2014, ông được chỉ định làm thủ tướng Thái Lan tạm quyền thay thế cho Yingluck Shinawatra sau khi bà này bị Toà án hiến pháp phế truất chức thủ tướng. Ngày 22 tháng 5 năm 2014, chính quyền Niwatthamrong bị lật đổ sau cuộc đảo chính ở Băng Cốc, tướng Prayuth Chan-ocha lên thay làm thủ tướng cho đến khi tiến hành bầu cử thủ tướng vào tháng 7 năm 2014. Chức vụ trước đó của ông là Phó thủ tướng kiêm Bộ trưởng Thương mại. Trước đó ông quản lý chương trình trợ giá gạo của Thái Lan.

## Tiểu sử
Niwatthamrong sinh ngày 25 tháng 1 năm 1948. Ông có bằng cử nhân về giáo dục tại Đại học Srinakharinwirot và bằng thạc sĩ khoa học máy tính từ Đại học Chulalongkorn.